# Тайн-Тисское дерби

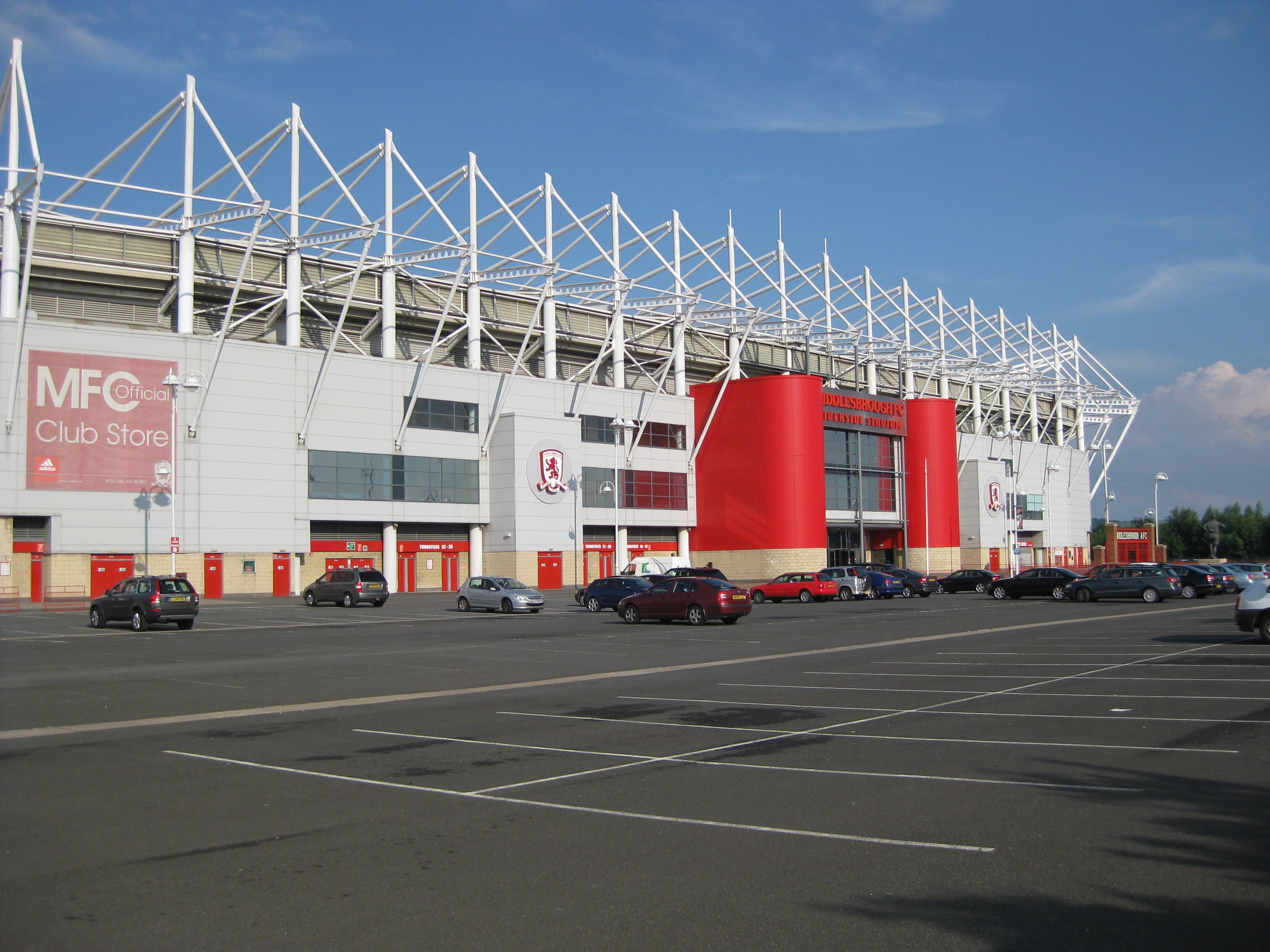
«Риверсайд», стадион «Мидлсбро»

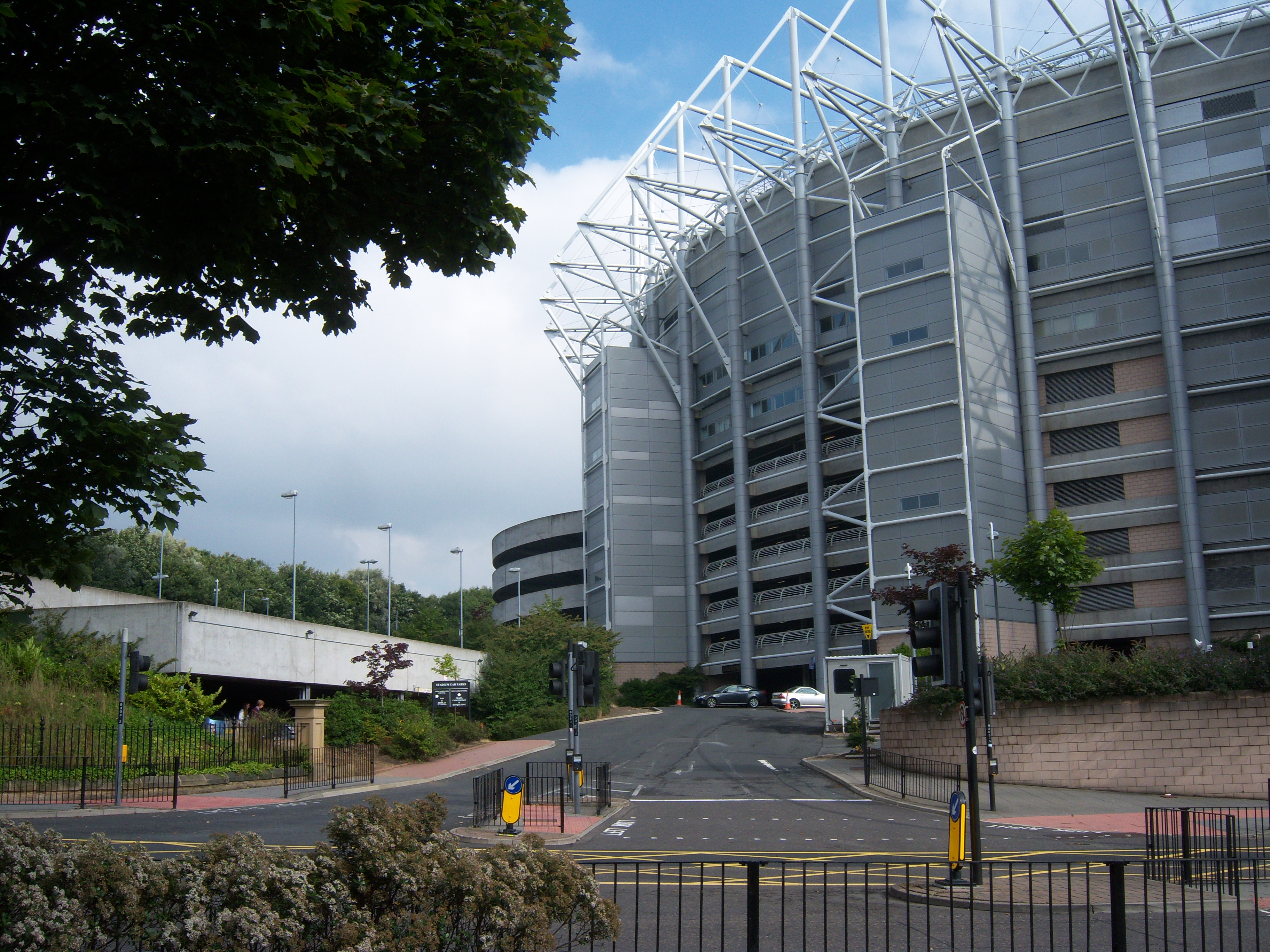
«Сент-Джеймс Парк», стадион «Ньюкасла»

Тайн-Тисское дерби (англ. Tyne–Tees derby) — футбольное соперничество между клубами «Мидлсбро» и «Ньюкасл Юнайтед». Оба клуба располагаются в регионе Северо-Восточная Англия, расстрояние между Мидлсбро и Ньюкаслом составляет всего 34 мили. «Мидлсбро» свои домашние матчи проводит на стадионе «Риверсайд», а «Ньюкасл» выступает на «Сент-Джеймс Парк».
Иногда к Тайн-Уирскому дерби относят также матчи между «Ньюкасл Юнайтед» и «Хартлпул Юнайтед».

## Результаты матчей
Ниже представлены результаты встреч между клубами с 1988 года.
| Дата             | Турнир                            | Стадион          | Счёт                     |
| ---------------- | --------------------------------- | ---------------- | ------------------------ |
| 13 марта 2010    | Чемпионшип                        | Риверсайд        | «Мидлсбро» 2:2 «Ньюкасл» |
| 20 декабря 2009  | Чемпионшип                        | Сент-Джеймс Парк | «Ньюкасл» 2:0 «Мидлсбро» |
| 11 мая 2009      | Премьер-лига                      | Сент-Джеймс Парк | «Ньюкасл» 3:1 «Мидлсбро» |
| 29 ноября 2008   | Премьер-лига                      | Риверсайд        | «Мидлсбро» 0:0 «Ньюкасл» |
| 3 февраля 2008   | Премьер-лига                      | Сент-Джеймс Парк | «Ньюкасл» 1:1 «Мидлсбро» |
| 26 августа 2007  | Премьер-лига                      | Риверсайд        | «Мидлсбро» 2:2 «Ньюкасл» |
| 3 апреля 2007    | Премьер-лига                      | Сент-Джеймс Парк | «Ньюкасл» 0:0 «Мидлсбро» |
| 22 октября 2006  | Премьер-лига                      | Риверсайд        | «Мидлсбро» 1:0 «Ньюкасл» |
| 9 апреля 2006    | Премьер-лига                      | Риверсайд        | «Мидлсбро» 1:2 «Ньюкасл» |
| 2 января 2006    | Премьер-лига                      | Сент-Джеймс Парк | «Ньюкасл» 2:2 «Мидлсбро» |
| 27 апреля 2005   | Премьер-лига                      | Сент-Джеймс Парк | «Ньюкасл» 0:0 «Мидлсбро» |
| 14 августа 2004  | Премьер-лига                      | Риверсайд        | «Мидлсбро» 2:2 «Ньюкасл» |
| 21 февраля 2004  | Премьер-лига                      | Сент-Джеймс Парк | «Ньюкасл» 2:1 «Мидлсбро» |
| 19 октября 2003  | Премьер-лига                      | Риверсайд        | «Мидлсбро» 0:1 «Ньюкасл» |
| 5 марта 2003     | Премьер-лига                      | Риверсайд        | «Мидлсбро» 1:0 «Ньюкасл» |
| 4 ноября 2002    | Премьер-лига                      | Сент-Джеймс Парк | «Ньюкасл» 2:0 «Мидлсбро» |
| 26 декабря 2001  | Премьер-лига                      | Сент-Джеймс Парк | «Ньюкасл» 3:0 «Мидлсбро» |
| 8 сентября 2001  | Премьер-лига                      | Риверсайд        | «Мидлсбро» 1:4 «Ньюкасл» |
| 17 марта 2001    | Премьер-лига                      | Сент-Джеймс Парк | «Ньюкасл» 1:2 «Мидлсбро» |
| 16 октября 2000  | Премьер-лига                      | Риверсайд        | «Мидлсбро» 1:3 «Ньюкасл» |
| 2 мая 2000       | Премьер-лига                      | Риверсайд        | «Мидлсбро» 2:2 «Ньюкасл» |
| 3 октября 1999   | Премьер-лига                      | Сент-Джеймс Парк | «Ньюкасл» 2:1 «Мидлсбро» |
| 1 мая 1999       | Премьер-лига                      | Сент-Джеймс Парк | «Ньюкасл» 1:1 «Мидлсбро» |
| 6 декабря 1998   | Премьер-лига                      | Риверсайд        | «Мидлсбро» 2:2 «Ньюкасл» |
| 22 февраля 1997  | Премьер-лига                      | Риверсайд        | «Мидлсбро» 0:1 «Ньюкасл» |
| 27 ноября 1996   | Кубок Футбольной лиги , 4-й раунд | Риверсайд        | «Мидлсбро» 3:1 «Ньюкасл» |
| 3 ноября 1996    | Премьер-лига                      | Сент-Джеймс Парк | «Ньюкасл» 3:1 «Мидлсбро» |
| 10 февраля 1996  | Премьер-лига                      | Риверсайд        | «Мидлсбро» 1:2 «Ньюкасл» |
| 30 августа 1995  | Премьер-лига                      | Сент-Джеймс Парк | «Ньюкасл» 1:0 «Мидлсбро» |
| 7 октября 1992   | Кубок Футбольной лиги, 2-й раунд  | Риверсайд        | «Мидлсбро» 1:3 «Ньюкасл» |
| 23 сентября 1992 | Кубок Футбольной лиги, 2-й раунд  | Сент-Джеймс Парк | «Ньюкасл» 0:0 «Мидлсбро» |
| 26 декабря 1991  | Второй дивизион                   | Сент-Джеймс Парк | «Ньюкасл» 0:1 «Мидлсбро» |
| 27 августа 1991  | Второй дивизион                   | Эйрсом Парк      | «Мидлсбро» 3:0 «Ньюкасл» |
| 12 марта 1991    | Второй дивизион                   | Эйрсом Парк      | «Мидлсбро» 3:0 «Ньюкасл» |
| 10 октября 1990  | Кубок Футбольной лиги, 2-й раунд  | Сент-Джеймс Парк | «Ньюкасл» 1:0 «Мидлсбро» |
| 3 октября 1990   | Второй дивизион                   | Сент-Джеймс Парк | «Ньюкасл» 0:0 «Мидлсбро» |
| 25 сентября 1990 | Кубок Футбольной лиги, 2-й раунд  | Эйрсом Парк      | «Мидлсбро» 2:0 «Ньюкасл» |
| 5 мая 1990       | Второй дивизион                   | Эйрсом Парк      | «Мидлсбро» 4:1 «Ньюкасл» |
| 23 января 1990   | Кубок полноправных членов         | Эйрсом Парк      | «Мидлсбро» 1:0 «Ньюкасл» |
| 4 ноября 1989    | Второй дивизион                   | Сент-Джеймс Парк | «Ньюкасл» 2:2 «Мидлсбро» |
| 26 февраля 1989  | Первый дивизион                   | Эйрсом Парк      | «Мидлсбро» 2:2 «Ньюкасл» |
| 26 октября 1988  | Первый дивизион                   | Сент-Джеймс Парк | «Ньюкасл» 3:0 «Мидлсбро» |